# Sybra punctatostriata
Sybra punctatostriata är en skalbaggsart som beskrevs av Bates 1866. Sybra punctatostriata ingår i släktet Sybra och familjen långhorningar.
Artens utbredningsområde är Taiwan. Inga underarter finns listade i Catalogue of Life.